# Dieter Walch (Politiker)
Dieter Walch (* 28. März 1940 in Schruns, Vorarlberg; † 4. Juni 2021 in Vaduz) war ein liechtensteinischer Kinderarzt und Politiker (FBP).

## Biografie
Walch war Bürger von Vaduz. Er wuchs in der österreichischen Marktgemeinde Schruns im Montafon auf, besuchte das Realgymnasium in Bludenz und absolvierte dort die Matura. Danach studierte er ab 1958 Medizin an der Medizinischen Fakultät der Universität Innsbruck. 1965 erfolgte seine Promotion zum Doktor der Medizin. In der ersten Hälfte der 1970er Jahre wurde er in Vaduz als Facharzt für Kinder- und Jugendmedizin tätig. Seine dortige Arztpraxis betrieb er bis Ende März 2019. Von 1980 bis 1993 war er Präsident des Liechtensteinischen Ärztevereins.
Von 1982 bis Oktober 1993 war Walch für die Fortschrittliche Bürgerpartei Abgeordneter im Landtag des Fürstentums Liechtenstein. Erstmals 1982 gewählt, erfolgte in den Jahren 1986 und 1989 sowie im Februar 1993 jeweils seine Wiederwahl.
Walch war verheiratet. Für seine Verdienste um das Land Liechtenstein verlieh ihm Fürst Hans-Adam II. am 27. Juni 2002 den Titel «Fürstlicher Medizinalrat».